# Ferrari F1-2000
Ferrari F1-2000 — гоночний автомобіль команди Формули-1 Ferrari, побудований для участі в чемпіонаті 2000 року. Цей автомобіль дозволив Міхаелю Шумахеру стати триразовим чемпіоном світу, а команді виграти Кубок конструкторів.

## Історія
На початку сезону F1-2000, що являє собою еволюційний розвиток торішнього шасі F399, явно поступався новітньому боліду McLaren MP4/15 у швидкості, але зате був куди надійнішим: Міхаель Шумахер виграв перші дві гонки, в той час як гонщики McLaren не набрали в них жодного очка. Але у третій гонці сезону Шумахер знову переміг. Перевага Ferrari над McLaren здавалося переважною. 
Однак низка сходів, які обрушилися на лідера Ferrari в середині сезону, в поєднанні з напруженою роботою в таборі конкурентів - McLaren - несподівано переламали весь хід чемпіонату. На Хунгарорінгу Міка Хаккінен здобув переконливу перемогу, дозволивши команді McLaren захопити лідерство як в особистому, там і в командному заліках. У Бельгії фін переміг вдруге поспіль у неймовірному стилі, зробивши серйозну заявку на третій титул поспіль. 
Щоб переломити ситуацію, команді Ferrari довелося докласти титанічних зусиль. І їй це вдалося: на останніх чотирьох етапах Міхаель Шумахер виграв і кваліфікації, і гонки. Це дозволило йому завоювати чемпіонський титул достроково, вперше для Ferrari з  1979 року і довести підсумкову перевагу над Хаккіненом до 19 очок.

## Результати виступів у Формулі-1
| Рік  | Шасі            | Двигун               | Шини | № | Пілоти     | Австралія | Бразилія | Сан-Марино | Велика Британія | Іспанія | Європейський Союз | Монако | Канада | Франція | Австрія | Німеччина | Угорщина | Бельгія | Італія | США | Японія | Малайзія | Очки | КК |
| ---- | --------------- | -------------------- | ---- | - | ---------- | --------- | -------- | ---------- | --------------- | ------- | ----------------- | ------ | ------ | ------- | ------- | --------- | -------- | ------- | ------ | --- | ------ | -------- | ---- | -- |
| 2000 | Ferrari F1-2000 | Ferrari 049 V10, 3.0 | B    |   |            | АВС       | БРА      | САН        | ВЕЛ             | ІСП     | ЄВР               | МОН    | КАН    | ФРА     | АВТ     | НІМ       | УГО      | БЕЛ     | ІТА    | США | ЯПО    | МАЛ      | 170  | 1  |
| 2000 | Ferrari F1-2000 | Ferrari 049 V10, 3.0 | B    | 3 | Шумахер    | 1         | 1        | 1          | 3               | 5       | 1                 | Схід   | 1      | Схід    | Схід    | Схід      | 2        | 2       | 1      | 1   | 1      | 1        | 170  | 1  |
| 2000 | Ferrari F1-2000 | Ferrari 049 V10, 3.0 | B    | 4 | Баррікелло | 2         | Схід     | 4          | Схід            | 3       | 4                 | 2      | 2      | 3       | 3       | 1         | 4        | Схід    | Схід   | 2   | 4      | 3        | 170  | 1  |